# چهارکشت
چهارکشت (بافت)، روستایی از توابع بخش مرکزی شهرستان بافت در استان کرمان ایران است.

## جمعیت
این روستا در دهستان گوغر قرار دارد و براساس سرشماری مرکز آمار ایران در سال ۱۳۸۵، جمعیت آن ۲۹ نفر (۹خانوار) بوده‌است.